# Liste der Grafen von Genf
Auf dieser Seite befindet sich eine Liste der Grafen von Genf, die Herren des Genevois waren, nicht aber der Stadt Genf:

## Haus Genf
- Ratbert († nach 880)
- Albitius († nach 931), dessen Sohn
- Konrad I. († um 963), dessen Sohn
- um 963–974: Konrad II († 974), dessen Sohn
- 974–???: Albert, dessen Bruder
- ???– um 1023: Gerold I. († um 1023), dessen Sohn, Graf von Vienne, Maurienne und Genf
- um 1023– um 1080: Gerold II. († um 1080), dessen Sohn
- um 1080–1128: Aymon I., dessen Sohn
- 1128–1178: Amadeus I., dessen Sohn
- 1178–1195: Wilhelm I. dessen Sohn
- 1195–1220: Humbert, dessen Sohn
- 1220–1252: Wilhelm II., dessen Bruder
- 1252–1265: Rudolf (um 1220–1265), dessen Sohn
- 1265–1280: Aymon II. († 1280), dessen Sohn
- 1280–1308: Amadeus II. († 1308), dessen Bruder
- 1308–1320: Wilhelm III. (1286–1320), dessen Sohn
- 1320–1367: Amadeus III. (um 1311–1367), dessen Sohn
- 1367–1367: Aymon III. († 1367), dessen Sohn
- 1367–1369: Amadeus IV. († 1369), dessen Bruder
- 1369–1392: Peter († 1392), dessen Bruder
- 1392–1394: Robert (1342–1394), dessen Bruder, als Clemens VII. Papst in Avignon.

## Haus Thoire
- 1394–1400: Humbert VII. von Thoire und Villars († 1400), Sohn von Humbert VI., Herr von Thoire und Villars, und Maria von Genf, Tochter von Amadeus III.
- 1400–1401: Odo von Thoire und Villars

1401 verkaufte Odo die Grafschaft Genf an Amadeus VIII. von Savoyen, seine Erben hingegen verweigerten diesem den Besitz der Grafschaft. 1424, nach 23 Jahren Kampf und Prozessen kaufte Amadeus VIII. den Prätendenten ihre Rechte an der Grafschaft ab.

## Haus Savoyen
Ab 1424 gehörte die Grafschaft Genf zu Savoyen, mit Ausnahme der Zeiten, in denen sie als Apanage an jüngere Mitglieder der Familie gegeben war.
- 1424–1434: Amadeus VIII., Herzog von Savoyen
- 1434–1444: Philipp von Savoyen (* 1417; † 1444), dessen Sohn, apanagierter Graf
1444–1460: Ludwig I. (* 1413; † 1465), Herzog von Savoyen, dessen Bruder
- 1460–1482: Ludwig (* 1436; † 1482), dessen Sohn, apanagierter Graf, auch König von Zypern
- 1482–1491: Johann von Savoyen (* 1440; † 1491), dessen Bruder, apanagierter Graf
- 1491–1496: Karl II. (* 1489; † 1496), Herzog von Savoyen, Urenkel Ludwigs I.
1496–1497: Philipp II. ohne Land (* 1438; † 1497), Herzog von Savoyen, dessen Großonkel, Sohn, Ludwigs I.
1497–1504: Philibert II. der Schöne (* 1480; † 1504), Herzog von Savoyen, dessen Sohn
1504–1514: Karl III. (1486–1553), Herzog von Savoyen, dessen Bruder
- 1514–1533: Philippe de Savoie (* 1490; † 1533), apanagierter Graf von Genf, Herzog von Nemours, dessen Bruder
- 1533–1585: Jacques de Savoie (* 1531; † 1585), Herzog von Genf 1564, dessen Sohn
- 1585–1595: Charles-Emmanuel de Savoie (* 1567; † 1595), dessen Sohn
- 1595–1632: Henri I. de Savoie (* 1572; † 1632), dessen Bruder
- 1632–1641: Louis de Savoie (* 1615; † 1641), dessen Sohn
- 1641–1652: Karl Amadeus von Savoyen (* 1624; † 1652), dessen Bruder
- 1652–1659: Henri II. de Savoie (* 1625; † 1659), dessen Bruder, Erzbischof von Reims
- 1659–1724: Maria Baptista von Savoyen-Nemours (* 1644; † 1724), Tochter von Karl Amadeus, verheiratet mit
Karl Emanuel II. von Savoyen (* 1634; † 1675), Herzog von Savoyen und Fürst von Piemont

Die Grafschaft Genf wurde endgültig mit dem Herzogtum Savoyen vereinigt.